# Intocable (luchador)
René Gómez Espinoza (Ciudad de México, 9 de septiembre de 1976), conocido como Intocable, es un luchador profesional y personalidad de televisión mexicano. Es conocido por haber trabajado para la empresa Asistencia Asesoría y Administración (AAA). 
En televisión, participó como actor en la telenovela de Televisa, Duelo de pasiones (2006), y fue concursante en la cuarta y quinta temporada del programa de telerrealidad de TV Azteca, La isla: El reality.

## Carrera

### Inicios (1997)
Se preparó como luchador profesional bajo la enseñanza Gran Apache, Panchito Villalobos, El Torero, y Abismo Negro, cuatro de los entonces entrenadores de cabecera de la empresa Administración y Asesoramiento de Asistencia (AAA). Hizo su debut como técnico en 1997, presentándose como Valentino.

### Spice Boy Randy (1999-2000)
En 1999, Antonio Peña, propietario de AAA, creó el grupo «Los Spice Boys», el cual estuvo formado por él, Billy Boy, y Alan. El objetivo de la facción era tener un equipo exclusivamente hombres, que aparentaran ser strippers y fueran rivales para algunos de los rudos, más prominentes de la empresa en ese entonces, como lo fueron Los Payasos. Un año después, en 2000, el equipo se disolvió en 2000, con Billy Boy y Alan formando a Los Barrio Boys junto a Decnis.

### Randy El Stripper (2001-2002)
En 2001, siguiendo por la ruta de su antiguo grupo, Antonio Peña le dio el personaje de un luchador stripper llamado Randy. Durante este tiempo, tuvo una larga rivalidad contra El Texano, a quien logró ganarle la cabellera en dos ocasiones, una en 2002 y la otra en 2004.

## Otras actividades

### Televisión
Fuera de la lucha libre, en 2006 interpretó al personaje de «Gaspar López» en la telenovela de Televisa Duelo de pasiones.
Entre 2015 y 2016, concursó en la cuarta y quinta temporada del programa de telerrealidad La isla: El reality, producido por TV Azteca.

## Filmografía
| Año  | Título                           | Papel        | Notas                              |
| ---- | -------------------------------- | ------------ | ---------------------------------- |
| 2006 | Duelo de pasiones                | Gaspar López |                                    |
| 2015 | La Isla, el Reality              | Él mismo     | Concursante de la cuarta temporada |
| 2016 | La Isla, el Reality: La Revancha | Él mismo     | Concursante de la quinta temporada |

## Luchas de apuestas
| Ganador                | Perdedor                | Lugar                       | Evento         | Fecha                   | Notas      |
| ---------------------- | ----------------------- | --------------------------- | -------------- | ----------------------- | ---------- |
| Randy (cabellera)      | El Texano (cabellera)   | Torreón, Coahuila           | Evento en vivo | 19 de abril de 2002     | [ Nota 1 ] |
| El Intocable (máscara) | El Texano (cabellera)   | Orizaba, Veracruz           | Evento en vivo | 15 de mayo de 2004      | [ Nota 2 ] |
| El Intocable (máscara) | Super Kendo (cabellera) | Tijuana, Baja California    | Evento en vivo | 22 de octubre de 2004   | [ Nota 3 ] |
| El Intocable (máscara) | Golden Boy (cabellera)  | Monterrey, Nuevo León       | Live event     | 1 de mayo de 2007       |            |
| El Intocable (máscara) | Super Caló (cabellera)  | Tultitlán, Estado de México | Evento en vivo | 2 de septiembre de 2008 | [ Nota 4 ] |
| El Intocable (máscara) | Zumbido (cabellera)     | Desconocido                 | Evento en vivo | octubre de 2008         | [ Nota 5 ] |
| El Intocable (máscara) | Zumbido (cabellera)     | San Juan Pantitlán          | Evento en vivo | 20 de marzo de 2009     |            |